# Italienische Badmintonmeisterschaft 2011
Die Italienische Badmintonmeisterschaft 2011 fand vom 28. bis zum 30. Januar 2011 in Mailand statt.

## Medaillengewinner
| Disziplin    | Gold                              | Silber                           | Bronze                               |
| ------------ | --------------------------------- | -------------------------------- | ------------------------------------ |
| Herreneinzel | Giovanni Greco                    | Giovanni Traina                  | Rosario Maddaloni                    |
| Herreneinzel | Giovanni Greco                    | Giovanni Traina                  | Manuel Batista                       |
| Dameneinzel  | Agnese Allegrini                  | Ira Tomio                        | Claudia Gruber                       |
| Dameneinzel  | Agnese Allegrini                  | Ira Tomio                        | Alessandra Tiburzi                   |
| Herrendoppel | Giacomo Battaglino Marco Mondavio | Enrico Galeani Rosario Maddaloni | Alexander Kantioler Daniel Scanferla |
| Herrendoppel | Giacomo Battaglino Marco Mondavio | Enrico Galeani Rosario Maddaloni | Giovanni Greco Giovanni Traina       |
| Damendoppel  | Federica Panini Erika Stich       | Isabel Delueg Franziska Kofler   | Claudia Gruber Lisa Ortner           |
| Damendoppel  | Federica Panini Erika Stich       | Isabel Delueg Franziska Kofler   | Elena Chepurnova Silvia Frittitta    |
| Mixed        | Giovanni Traina Federica Panini   | Daniel Scanferla Tanja Scanferla | Enrico Galeani Agnese Allegrini      |
| Mixed        | Giovanni Traina Federica Panini   | Daniel Scanferla Tanja Scanferla | Luigi Izzo Erika Stich               |